# 강완구
강완구(姜完求, 1945년 ~)는 대한민국의 법원장을 지낸 법조인이다.

## 생애
1945년 서울특별시에서 태어나 1964년에 경복고등학교와 1969년에 서울대학교 법과대학을 졸업하고 1970년 제11회 사법시험 합격하여 사법연수원 1기를 수료하고 판사에 임용되었다. 1985년에 대법원 재판연구관을 거쳐  1986년부터 사법연수원 교수를 했던 1988년을 제외하고 광주지방법원(1986년), 서울형사지방법원(!990년), 서울고등법원(1994년), 서울행정법원(1998년 수석부장판사) 등에서 부장판사에 임명되어 재판을 했다. 법원장으로 승진한 2000년 7월부터 전주지방법원, 대구지방법원(2001년), 서울가정법원(2002년), 대구고등법원(2003년), 서울고등법원(2004년)에서 법원장으로 재직하였으며 서울고등법원장에 재직할 때인 2005년 2월에는 중앙선거관리위원회 위원을 겸직하였다 2005년 11월에는 판사에서 퇴직하여 법무법인 로고스에서 상임고문 변호사를 하면서 새만금 방조제 행정구역 소송 등의 사건을 수임하였다.

## 주요 판결
서울형사지방법원 합의22부 재판장으로 재직하던 1991년 3월 15일 음주운전을 하다 택시를 잡으려고 차도에 내려와 있던 시민을 치어 전치 3주의 상처를 입히고 도주하여 구속됐다가 적부심에서 석방된 가수 이동원에 대해 징역1년 집행유예2년 선고했다. 5월 10일 특가법 뇌물죄를 적용해 구속된 신민당 이재근과 이돈만, 민자당 박진구 등 국회의원 3명에 대해 "유관단체의 경비 지원을 받는 것이 관행이라고 하나 이는 정당화될 수 없다"며 "다만 이 사건을 계기로 국회 차원의 윤리규정이 만들어지는 등 자정의 노력이 있은 점 등을 참작했다"는 이유로 징역3년 집행유예4년과 징역2년6월 집행유예3년을 각각 선고했다. 5월 17일 현직 판사와의 술자리 합석 사건을 법정에서 폭로하여 물의를 빚은 폭력조직 진술파 두목에게 범죄단체 조직죄 등을 적용해 징역7년을 선고했다. 7월 16일 범민련 남측본부 준비위원회 결성으로 이창복 집행위원장과 집행위원에게 각각 징역2년6월 자격정지3년을 선고했으며 8월 21일에 서울민족미술운동연합 사건으로 구속된 단체 의장에게 징역2년 자격정지2년을 선고하면서 단체 회원에게는 징역1년6월 자격정지1년6월 집행유예3년을 선고했으며 1992년 1월 7일에 전대협 산하 조국의 평화와 자주적 통일을 위한 학생 추진위원회 위원장에 대해 징역5년 자격정지3년을 선고했다.
서울형사지방법원 합의24부 재판장으로 재직하던 1991년 3월 15일에 남한사회주의노동자동맹 사건으로 구속된 사노맹 연락국장에 대해 징역8년 자격정지8년, 조직원에 대해 각각 징역3년 추징금 1300만원과 징역1년6월 추징금 1140만원을 선고했다.
서울형사지방법원 항소4부 재판장으로 재직하던 1992년 3월 23일에 이화여대 무용과 입시부정 사건으로 징역1년6월을 선고받은 홍정희 교수에게 배임수재죄 등을 적용해 징역1년 추징금 1억6500만원, 수험생 학부모에 대해 징역8월을 선고하면서 1심에서 징역1년을 선고받은 다른 교수 2명과 집행유예를 선고받은 학부모 3명에 대해서는 징역8월 집행유예1년 등을 선고했으며 10월 21일에 횡단보도를 건너는 4명을 치여 전치 6~12주 중상 입히고 교통사고처리특례법 위반(음주운전, 신호위반)으로 구속되어 1심에서 징역10월 집행유예2년을 선고받은 민자당 소속의 경기도 고양시 시의원 김익환에 대해 "금고이상의 형을 선고받으면 의원직을 상실한다"며 벌금 500만원을 선고했다. 1993년 1월 12일에는 1989년 백화점 사기 세일 사건으로 기소된 주요 백화점 간부 4명에 대한 파기환송심에서 무죄를 선고한 원심(1심,2심)을 깨고 사기죄를 적용해 징역8월 집행유예2년을 선고했다. 3월 10일에는 경찰서 보호실은 영장이나 즉결 대기자 등의 도주방지와 경찰 업무편의를 위한 시설로 설치된 것으로 법적 근거가 없음에도 보호실 급식 규정을 이유로 48시간까지 구금하는 것은 적법하지 않고 현행범 아닌 사람이 이곳을 나오려다 경찰관을 폭행한 것은 공무집행방해가 아니라며 무죄를 선고했다.
서울고등법원 형사4부 재판장으로 재직하던 1995년 12월 27일 산업은행 총재 재직시 성신양회공업 대표와 조선맥주 회장, 홍성산업 대표로부터 시설자금을 대출해주고 업체로부터 각각 2천만원~5500만원의 뇌물을 받아 구속돼 1심에서 징역3년을 선고받은 전 노동부장관 이형구에 대해 징역2년6월 집행유예4년 추징금 3억3500만원을 선고했다. 피고인과 함께 뇌물을 받은 산업증권 사장, 전 산업은행 부총재, 산업리스 사장에게는 징역1년6월 집행유예3년씩을 선고했다. 12월 29일 이태원에서 접촉사고를 낸 뒤 이에 항의하는 피해자를 자신의 차에 매달고 달려 중상을 입혀 폭력행위 등 처벌에 관한 법률 위반 혐의로 구속되어 1심에서 징역2년6월을 선고받은  미국 대사관 직원의 아들에 대해 "피해자와 원만히 합의했고 구속이후 깊이 반성하고 있다"며 징역2년6월 집행유예4년을 선고했다. 1996년 1월 27일 고아원 출신으로 지하철역 부근에서 거지생활을 하다가 1980년 초반 남의 집 마루에 있던 마늘을 훔쳐 먹고 징역형 선고받고 출소한 뒤 먹을 것을 구하려고 남의 집에 들어갔다가 다시 징역형을 선고받았음에도 1987년 7월에 오토바이 1개와 안전모 1개를 훔쳐 상습절도로 1심에서 징역1년6월과 10년간의 보호감호 처분을 선고받은 44세의 피고인에 대해 "범행 동기를 볼 때 재범의 우려가 있다고 볼 수 없다"며 보호감호 처분을 취소하고 징역1년6월을 선고했다. 4월 17일에 절도 6범의 상습절도로 구속된 피고인에 대해 보호감호 처분과 함께 징역3년을 선고한 한 원심에 대해 "상습절도 범죄만으로 재범 위험성이 있다고 볼 수 없다"며 원심을 깨고 징역2년만 선고했으며 5월 1일 안영모 전 동화은행장으로부터 1억4천만원의 뇌물을 받아 불구속기소된 전 재무장관 이용만에게 특정범죄가중처벌법 뇌물죄를 적용해 징역2년6월 집행유예4년 추징금 1억 4천만원을 선고했다. 5월 26일 살인 혐의로 구속되어 1심에서 "국립과학수사연구소 감정 결과 등 여러 정황상 범행을 저질렀다는 사실이 명백하다"는 이유로 사형을 선고받은 치과의사에 대해 "범행을 의심할만한 여러 정황 증거가 있지만 유죄를 인정할 직접적이고 명백한 증거가 없다"며 원심을 깨고 무죄를 선고했지만 상고심에서 유죄 취지로 파기환송됐다. 이 재판을 촬영한 PD수첩 관계자에 대해 재판장은 "법정의 존엄성을 무시한 행동"이라고 했다.
서울행정법원 행정1부 재판장으로 재직하던 1999년 9월 21일에 대한생명과 최순영 등 주주, 임원 27명이 금융감독위원회를 상대로 낸 부실금융기관 지정 및 감자 명령 집행정지 신청에 대해 "감자명령 자체가 법률상 권리침해에 이르는 것은 아니다"고 하면서 "금감위가 다시 감자명령을 내리면서 7일간의 의견제출 기회를 줬으므로 절차상 위법하지 않다"며 기각했다.